# Olmecazomus santibanezi
Espèce
Synonymes
- Olmeca santibanezi Monjaraz-Ruedas & Francke, 2017

Olmecazomus santibanezi est une espèce de schizomides de la famille des Hubbardiidae.

## Distribution
Cette espèce est endémique du Chiapas au Mexique. Elle se rencontre vers Ocosingo.

## Description
Le mâle holotype mesure 4,88 mm, les mâles mesurent de 4,56 à 4,88 mm et les femelles de 4,96 à 5,20 mm.

## Étymologie
Cette espèce est nommée en l'honneur de Carlos Santibáñez López.

## Publication originale
- Monjaraz-Ruedas & Francke, 2017 : A new genus of schizomids (Arachnida: Schizomida: Hubbardiidae) from Mexico, with notes on its systematics. Systematics and Biodiversity, vol. 15, no 5, p. 399-413.